# Arquidiocese de Londrina
A Arquidiocese de Londrina (Archidioecesis Londrinensis) é uma circunscrição eclesiástica da Igreja Católica no estado do Paraná, governada pelo arcebispo Dom Geremias Steinmetz.

## História
A história da Diocese de Londrina se inicia com a fundação do município de Londrina, na década de 1930, tendo como marco a criação da Paróquia de Londrina em 3 de março de 1934 pelo então Bispo de Jacarezinho, Dom Fernando Taddei, declarando como patrono da comunidade o Sagrado Coração de Jesus.
No espaço de tempo entre a criação da Paróquia de Londrina e sua elevação, em 1956, a Diocese separada de Jacarezinho, se destaca a construção de três catedrais, a primeira em madeira (1934), a segunda em alvenaria (1939) e a terceira em aço e cimento (iniciada em 1954), além da criação das Paróquias Paróquia Nossa Senhora Aparecida (1952), localizada na Vila Nova, Paróquia Nossa Senhora de Fátima (1955), localizada na Vila Casoni.
A elevação de Londrina ao nível de Diocese ocorreu no dia 1 de fevereiro de 1956, por meio da bula do Papa Pio XII “Latíssimas Partire Eclesias”, ocorreu a efetiva instalação em 17 de fevereiro de 1957, sendo escolhido como primeiro Bispo Geraldo Fernandes Bijos.
Com a efetiva instalação da Diocese, a mesma entra numa fase de expansão das paróquias, entre 1957 e 1971, quando se deu a elevação da Diocese ao nível de Arquidiocese, foram instaladas 17 novas igrejas. Além disto, a Arquidiocese entrou num processo de arrecadação
de recursos para a conclusão da nova Catedral. Em 1965, se implantou o primeiro seminário da Diocese, sendo inaugurado em março deste mesmo ano.
No início da Década de 1970, após
a avaliação da Cúria do Vaticano, a então Diocese de Londrina foi elevada ao
nível de Arquidiocese em 24 de novembro de 1970, e efetivada mantendo Dom
Geraldo Fernandes Bijos como o primeiro Arcebispo de
Londrina. A cerimônia de criação do Arcebispado de Londrina ocorreu em 21 de
março de 1971, na época, estava em obras, abrigada apenas pela imensa estrutura
de ferro rompendo os céus da cidade. As telhas de alumínio só cobriam a parte
alta da edificação até a altura das atuais grandes janelas em forma de capelas
que compõem sua arquitetura, que só seria a efetivamente inaugurada em 17 de
dezembro de 1972.
Justificado pela grande carga de
trabalho de Geraldo, o Vaticano nomeia em 1973 o primeiro Bispo
Auxiliar de Londrina, Antonio Agostinho Marochi, que ficaria neste posto até 1976,
quando foi nomeado Bispo de Presidente Prudente, no estado de São
Paulo.  Em 1978, um novo Bispo Auxiliar é
enviado para Londrina, Luiz Colussi.
Nos anos 1980, ocorre a primeira
troca de Arcebispos em Londrina, devido ao falecimento em 29 de março de 1982,
causado por problema cardiaco, de Geraldo Fernandes por Geraldo Majella Agnelo, então Bispo de Toledo. A posse de Geraldo Majella ocorreu em 28 de
janeiro de 1983. O arcebispado Geraldo destaca-se dois
acontecimentos:Ações de cunho administrativo como a aquisição  da residência episcopal, a revitalização da
estrutura pastoral e administrativa da Arquidiocese e das Paróquias, e a
reformulação da organização do Seminário Paulo VI. Por outro lado, é no
Arcebispado de Geraldo Majella que se criará a Pastoral da Criança em 1983,
na cidade de Florestópolis, sob a coordenação de Zilda Arns. 
Geraldo permanecera como Arcebispo de Londrina até 1992, quando, a convite do papa João Paulo II, a Secretaria da Congregação para o Culto
Divino e Disciplina dos Sacramentos. No mesmo ano, o Vaticano escolhe como o terceiro Arcebispo de Londrina, Albano Cavallin, transferido de Guarapuava.
O Arcebispado de Albano Cavallin é considerado como um período de ação missionária, principalmente devido ao grande número de católicos afastados, esta característica missionária é evidenciada pelas denominadas “Missões Populares” em 1999, onde 14 mil missionários católicos
percorreram 100 mil lares.
Devido a exigências do Código de Direito Canónico, que determina a aposentadoria compulsória aos 75 anos, Albano Cavallin encerrou sua passagem à frente da Igreja de Londrina em 2006, tornando-se arcebispo emérito.
Em 10 de maio de 2006, O Papa Bento XVI nomeou como novo Arcebispo de Londrina, Orlando Brandes, serviço que exerceu até ser nomeado Arcebispo de Aparecida, onde tomou posse em 21 de janeiro de 2017
Em 14 de junho de 2017, o Papa Francisco nomeou como novo arcebispo de Londrina, Geremias Steinmetz. Tomou posse como quinto Arcebispo da Arquidiocese de Londrina em 12 de agosto do mesmo ano.

## Território
Situado no norte do estado do Paraná, a arquidiocese de Londrina é dividida em três áreas (centro, periferia e rual), 11 decanatos (Centro, Sul, Norte, Leste, Oeste, Tamarana, Porecatu, Rolândia, Sertanópolis, Ibiporã, Cambé), 84 paróquias e em 16 municípios (Londrina, Cambé, Rolândia, Ibiporã, Sertanópolis, Primeiro de Maio, Bela Vista do Paraíso, Alvorada do Sul, Porecatu, Florestópolis, Miraselva, Prado Ferreira, Centenário do Sul, Lupionópolis, Jaguapitã, Tamarana).
O município de Londrina é a sede da arquidiocese, na Catedral Metropolitana de Londrina da Paróquia do Sagrado Coração de Jesus. A segunda maior cidade do Paraná, depois da capital Curitiba,  Londrina e a maioria dos municípios que compõem a Arquidiocese são novos, isto é, têm pouco mais de setenta anos.
| Município             | N. Habitantes | Censo |
| --------------------- | ------------- | ----- |
| Londrina              | 555.965       | 2022  |
| Cambé                 | 107.208       | 2022  |
| Rolândia              | 71.670        | 2022  |
| Ibiporã               | 51.603        | 2022  |
| Sertanópolis          | 15.930        | 2022  |
| Primeiro de Maio      | 10.082        | 2022  |
| Bela Vista do Paraíso | 14.833        | 2022  |
| Alvorada do Sul       | 10.326        | 2022  |
| Porecatu              | 11.624        | 2022  |
| Florestópolis         | 11.446        | 2022  |
| Miraselva             | 1.966         | 2022  |
| Prado Ferreira        | 3.709         | 2022  |
| Centenário do Sul     | 10.832        | 2022  |
| Lupionópolis          | 4.813         | 2022  |
| Jaguapitã             | 15.122        | 2022  |
| Tamarana              | 10.707        | 2022  |
| Total                 | 907.836       |       |

## Municípios
A arquidiocese é formada pelos seguintes municípios: Londrina, Alvorada do Sul, Bela Vista do Paraíso, Cambé, Centenário do Sul, Florestópolis, Ibiporã, Jaguapitã, Lupionópolis, Miraselva, Primeiro de Maio, Porecatu, Prado Ferreira, Rolândia, Sertanópolis e Tamarana. 
Londrina
- Catedral Metropolitana de Londrina Sagrado Coração de Jesus (1934)
- Paróquia Nossa Senhora Rainha dos Apóstolos (1958)
- Paróquia Imaculada Conceição (1961)
- Paróquia São Vicente de Paulo (1995)
- Paróquia Pessoal Nipo-Brasileira Imaculada Conceição (1989)
- Paróquia Coração de Maria (1961)
- Paróquia dos Sagrados Corações (1962)
- Paróquia Nossa Senhora Auxiliadora (1967)
- Paróquia Nossa Senhora das Graças (1955)
- Paróquia Nossa Senhora Rainha do Universo (1968)
- Paróquia Santa Ana (2008)
- Paróquia Nossa Senhora de Lourdes (1958)
- Paróquia Nossa Senhora da Paz (1960)
- Santuário Nossa Senhora Aparecida (1952)
- Paróquia Nossa Senhora do Amparo(1991)
- Paróquia Nossa Senhora do Perpétuo Socorro (1967)
- Paróquia Nossa Senhora do Rosário(1963)
- Paróquia Nossa Senhora do Rocio(1971)
- Paróquia Nossa Senhora de Fátima (1955)
- Paróquia Santa Mônica (2015)
- Paróquia Santa Rita de Cássia(1987)
- Paróquia São Luiz Gonzaga (2002)
- Paróquia Nossa Senhora do Carmo (1981)
- Quase-paróquia Nossa Senhora de Fátima
- Paróquia Nossa Senhora da Luz (1966)
- Paróquia São José Operário (1970)
- Paróquia São Tiago Apóstolo (1991)
- Paróquia Nossa Senhora da Piedade (1981)
- Paróquia Nossa Senhora da Boa Viagem (1968)
- Paróquia Santo Antônio de Pádua
- Paróquia São Judas Tadeu(2005)
- Paróquia Nossa Senhora da Glória (1968)
- Paróquia Jesus Cristo Operário (1986)
- Paróquia Cristo Bom Pastor (1994)
- Paróquia São Vicente Palotti e São Judas Tadeu(1996)
- Paróquia Santa Cruz (1996)
- Paróquia Nossa Senhora de Nazaré(1996)
- Paróquia Jesus Cristo Libertador (2001)
- Paróquia Santa Terezinha do Menino Jesus (2002)
- Paróquia São Sebastião
- Paróquia Nossa Senhora Aparecida - Jd. Igapó (2000)
- Paróquia Nossa Senhora Aparecida - Km9 (2015)
- Paróquia São Lourenço (1999)
- Paróquia Nossa Senhora do Carmo (1976)
- Paróquia Santo Antônio (2002)
- Paróquia Cristo Redentor (2007)
- Paróquia São Luiz Gonzaga (2002)
- Paróquia São João Batista
- Paróquia São José - Irerê (1966)
- Paróquia São José - Paiquerê (1966)
- Paróquia Santa Isabel (1987)
- Paróquia Santo Antônio(1957)
- Paróquia São João Paulo II(2015)

Alvorada do Sul
- Paróquia Nossa Senhora do Perpétuo Socorro (1957)

Bela Vista do Paraíso
- Paróquia São João Batista (1948)
- Paróquia Santa Margarida de Cortona(2015)

Cambé
- Paróquia Santo Antônio(1942)
- Paróquia Nossa Senhora dos Migrantes (1981)
- Paróquia Nossa Senhora de Fátima (1996)
- Paróquia São Francisco Xavier (1976)
- Paróquia Cristo Rei (2001)
- Paróquia Nossa Senhora Aparecida (2001)
- Paróquia São Pedro e São Paulo(2015)
- Paróquia São Vicente Pallotti (2016)

Centenário do Sul
- Paróquia Nossa Senhora das Graças(1955)

Florestópolis
- Paróquia São João Batista(1952)

Ibiporã
- Paróquia Nossa Senhora da Paz (1943)
- Paróquia São Rafael (1994)
- Paróquia Nossa Senhora das Graças (2014)

Jaguapitã
- Paróquia São José(1948)

Lupionópolis
- Cristo Rei(1954)

Mirasselva
- Paróquia São José Bento Cotolengo(1961)

Primeiro de Maio
- Paróquia Nossa Senhora Aparecida (1952)

Porecatu
- Paróquia Nossa Senhora Aparecida(1948)

Prado Ferreira
- Paróquia São João Batista(1966)

Rolândia
- Paróquia São José(1942)
- Paróquia Nossa Senhora Aparecida(1957)
- Paróquia São Martinho (1960)
- Paróquia São Pedro Apóstolo e Nossa Senhora de Fátima(1991)
- Paróquia da Ressurreição (2015)
- Paróquia São Paulo Apóstolo (2016)

Sertanópolis
- Paróquia Santa Terezinha (1929)

Tamarana
- Paróquia São Roque(1957)

## Bispos e arcebispos
|                   | Nome                            | Período    | Notas                                                                              |
| Arcebispos        | Arcebispos                      | Arcebispos | Arcebispos                                                                         |
| ----------------- | ------------------------------- | ---------- | ---------------------------------------------------------------------------------- |
| 5º                | Geremias Steinmetz              | 2017-atual |                                                                                    |
| 4º                | Orlando Brandes                 | 2006-2016  | Nomeado arcebispo de Aparecida                                                     |
| 3º                | Albano Bortoletto Cavallin      | 1992-2006  | Renunciou por limite de idade                                                      |
| 2º                | Geraldo Majella Agnelo          | 1983-1991  | Nomeado Secretário da Congregação para o Culto Divino e Disciplina dos Sacramentos |
| 1º                | Geraldo Fernandes Bijos, C.M.F. | 1970-1982  | Faleceu no cargo                                                                   |
| Bispos auxiliares |                                 |            |                                                                                    |
|                   | José Lanza Neto                 | 2004-2007  | Nomeado bispo de Guaxupé                                                           |
|                   | Vicente Costa                   | 1998-2002  | Nomeado bispo de Umuarama                                                          |
|                   | Luiz Colussi                    | 1978-1980  | Nomeado bispo coadjutor de Lins                                                    |
|                   | Antonio Agostinho Marochi       | 1973-1976  | Nomeado bispo de Presidente Prudente                                               |
| Bispo diocesano   |                                 |            |                                                                                    |
| 1º                | Geraldo Fernandes Bijos         | 1956-1970  | Tornou-se arcebispo metropolitano                                                  |